# Bousso
Bousso este un oraș din Ciad. 

## Populație
| An   | Populație |
| ---- | --------- |
| 1993 | 9 981     |
| 2008 | 14 286    |